# Olláparo

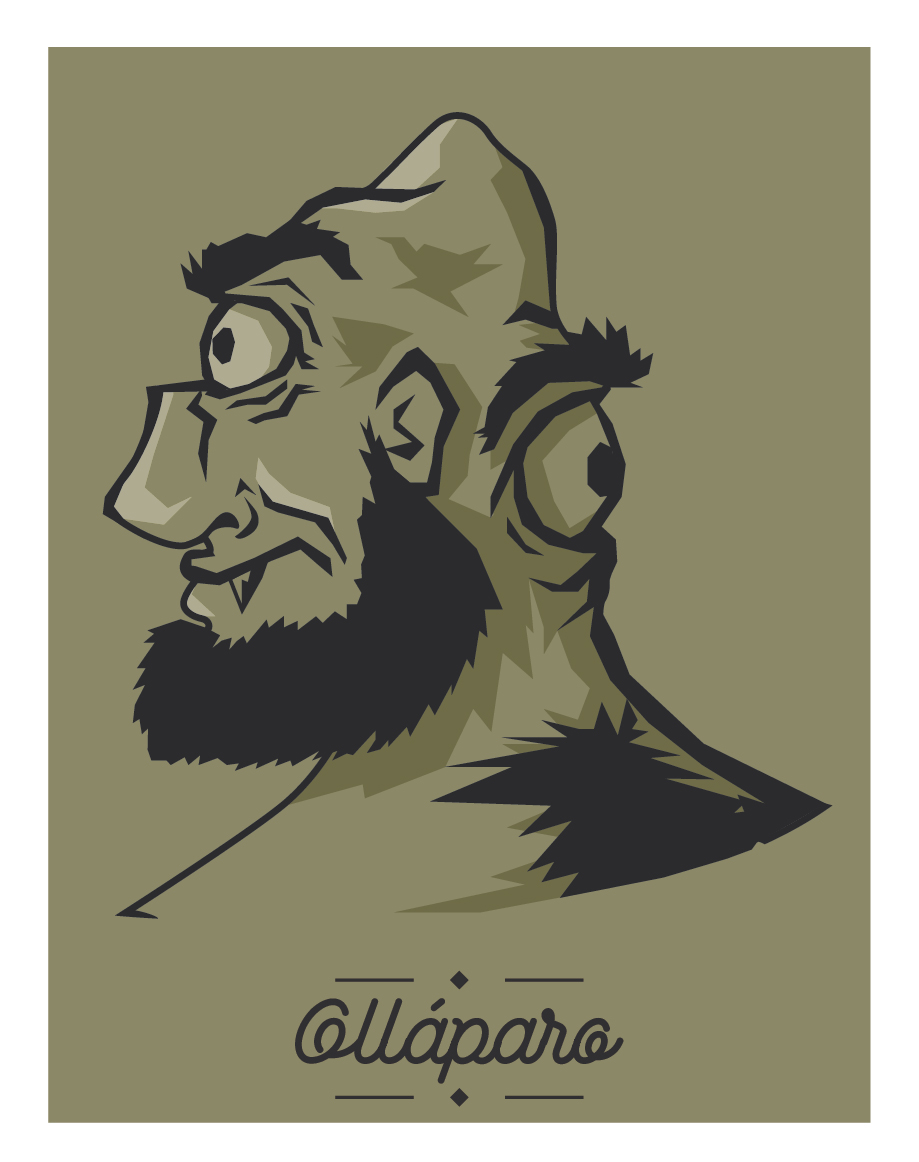
Retrato de un olláparo.

El Olláparo o Alláparo es un ser mitológico gallego. Es una especie de gigante antropófago que sólo tiene un ojo en medio de la frente, grosero y feroz, muy salvaje y voraz, gran comilón, que vive en las cavernas en los bosques y en los montes, sobre todo en las montañas de Lugo y Orense. A veces el olláparo tiene dos ojos, uno en la frente y otro en la nuca. Sus mujeres son aún peores que ellos.
Se asemeja a los cíclopes clásicos, o los Fomoré de la mitología irlandesa, (también con dos ojos situados del mismo modo), siendo el más famoso Balar. El ojo trasero de Balar era terrible, pues provocaba mal de ojo y puede compararse con Medusa.